# وقتی برای اولین بار ملاقات کردیم
وقتی برای اولین بار ملاقات کردیم (به انگلیسی: When We First Met) فیلمی کمدی رمانتیک محصول ۲۰۱۸ به کارگردانی آری سندل و با شرکت الکساندرا داداریو و شلی هنیگ است. این فیلم در ۹ فوریه ۲۰۱۸ توسط نت‌فلیکس منتشر شد

## داستان
نوا اشبی در یک مهمانی هالووین در سال ۲۰۱۴ عاشق آوری مارتین می‌شود، اما آوری او را به چشم یک دوست معمولی می‌بیند. سه سال بعد، نوا همچنان از اینکه نتوانسته با آوری دوست شود ناراحت است، این در حالی است که آوری روز بعد از مهمانی با ایتن که حالا نامزدش است آشنا می‌شود. نوا در مهمانی که به مناسبت نامزدی آوری و ایتن برگزار شده دچار مسمومیت الکلی می‌شود، بعد از آنجا خودش را به کیوسک عکاسی که اولین بار که آوری را دیده بود به داخل آن رفته بودند، می‌رساند و در حالت مستی دستگاه را راه می‌اندازد و پس از آن خوابش می‌برد. نوا در حالی در تخت خوابش بیدار می‌شود که متوجه می‌شود دستگاه او را به روزی که اولین بار آوری را دیده بود می‌رساند و این امکان را دارد تا اتفاقات را به گونه رقم بزند که بتوان با او دوست شود.
نوا تلاش می‌کند تا با استفاده از چیزهایی که از آوری می‌داند در اولین برخوردشان دل او را برباید. اما آوری و هم اتاقی اش کری گری به او مشکوک می‌شوند که یک استاکر باشد، در نتیجه نوا سرخورده از پیشامد با آوری به سال ۲۰۱۷ بازمی‌گردد. در تلاش دوم نوا به راهنمایی‌های دوستش مکس که به او توصیه می‌کند تا رفتارش مثل یک مرد خودخواه و جاه طلب باشد، گوش می‌دهد و موفق می‌شود آوری را به رخت خواب بکشاند، اما خلق و خوی نوا در زندگی بسیار خود محور و با آوری بیشتر به روابط جنسی محدود می‌شود. زمانی که که نوا درمیابد که آوری همچنان از ایتن خوشش می‌آید، بعد از یک مکالمه با کری درمیابد که آوری به مردان متعادل و قابل اتکا علاقه دارد. در تلاش سوم نوا برای خود در کمپانی مکس کاری دست و پا می‌کند و شخصیتی بالغ تر از خود را به آوری معرفی می‌کند و موفق می‌شود اینبار با آوری نامزد بکند. هرچند که دوستی اش با مکس به خاطر رسیدن به معاونت ریاست جمهوری، موقعیتی که مکس برای کسب آن تلاش کرده بود به پایان می‌رسد. مسئولیت‌های کاری مانع آن می‌شود تا با آوری زمان بگذراند و اکنون نوا از اینکه آوری به او پس علاقه نشان نمی‌دهد ناراحت است. طی مکالمه ای دیگر با کری، نوا درمیابد که آوری به او علاقه ای ندارد و ایتن را می‌خواهد. او همچنین درمیان مکالمات شخصی شان با کری در میابد که به او علاقه‌مند است.
نوا طی چهارمین سفرش به سال ۲۰۱۴ ترتیبی می‌دهد تا آوری و ایتن در مهمانی هالووین یکدیگر را ملاقات کند و خود نیز به دنبال کری می‌رود و درمیابد که مشترکات بیشتر با او دارد تا آوری. تلاش‌هایش نتیجه می‌دهد و ایتن و آوری نامزد می‌کنند و دوستی اش با مکس حفظ می‌شود، اما نوا متوجه می‌شود که نه تنها در دوستی با کری موفق نبوده، بلکه باعث شده تا او به رابطه اش با فیل، دوست پسر سابقش برگردد. نوا درمیابد که در قدم اول برای ملاقات با کری باید با آوری صمیمی شود، در نتیجه برای آخرین بار به روزی که اولین بار آوری را ملاقات کرده بود سفر می‌کند. زمانی که همه چیز به روال عادی خود بازمی‌گردد، در مراسم نامزدی مکالمه را با کری آغاز می‌کند و پس از آن دوستی شان را آغاز می‌کنند.

## بازیگران
- آدام دیواین - نوا اشبی
- الکساندرا داداریو - آوری مارتین
- شلی هنیگ - کری گری
- کینگ بچ - مکس
- رابی امل - ایتن